# Hermien Dommisse
Hermien Anna Dommisse (née le 27 octobre 1915 à Ermelo, morte le 24 mars 2010 à Edenvale) est une actrice sud-africaine.

## Biographie
Hermien Anna Dommisse est l'un des cinq enfants d'Evert Petrus Benjamin Dommisse et de Hester Maria Elizabeth (Hettie) du Plessis. La famille déménage à Pretoria, où elle grandit et fait ses études. Elle s'inscrit à la Pretoria Girls High School.
Dès son plus jeune âge, son désir est de devenir comédienne ; à l'école, elle met en scène un spectacle scolaire et joue également pendant les vacances dans la compagnie Hendrik Hanekom. Elle écrit des histoires pour enfants pour Pretoria News.
À partir de la fin des années 1920, elle fait des études à l'Université de Pretoria, où elle obtient un baccalauréat et un diplôme d'enseignement supérieur. Après ses études, elle enseigne pendant un certain temps à la Helpmekaar High School à Johannesburg, tout en écrivant des critiques de pièces à temps partiel. Pendant ce temps, elle fait de l'escrime et devient une joueuse internationale, puis plus tard, participe à des épreuves de vol à voile. Elle obtient son doctorat en art dramatique à l'Université de Pretoria avec une thèse qui traite de la relation entre le jeu d'acteur et le public.
Au début des années 1940, elle participe régulièrement à des feuilletons radiophoniques depuis les studios de la South African Broadcasting Corporation (SABC) à Johannesburg. Elle y rencontre André Huguenet, qui l'invite à jouer un rôle principal dans Helshoogte, l'adaptation en afrikaans de Wuthering Heights. Elle commence ainsi sa carrière d'actrice professionnelle.
En 1941, elle épouse l'économiste industriel Gilbert McCaul, qu'elle rencontra au club d'escrime. Le couple s'installe d'abord à Krugersdorp et aura trois enfants, deux filles (Nina et Jeanne) et un fils (Gilbert).
Elle est une fondatrice du Nasionale Toneelorganisasie (NTO) en 1947 où, dans cette compagnie, elle est à la fois metteuse en scène de pièces de théâtre (également d'opéras) et actrice.
En 1946, elle accompagne son mari lorsqu'il part étudier à l'université Harvard, aux États-Unis. À New York, elle rencontre notamment Orson Welles et Ingrid Bergman. À son retour en Afrique du Sud, le couple s'installe à nouveau à Krugersdorp. Elle devient actrice de cinéma.
Fin 1955, elle entreprend son premier voyage en Europe, où elle visite les Pays-Bas, la Belgique, l'Allemagne et la France pour enquêter sur le drame de ces pays. Au cours de ce voyage, elle rencontre notamment Bertolt Brecht et pendant une courte période, elle joue sous sa direction.
Elle joue un rôle majeur en soulignant les problèmes sociaux avec le NTO et fait pression pour la création des conseils régionaux pour l'art. John Vorster, ministre de l'Éducation, des Arts et des Sciences, crée en octobre 1961 une commission d'enquête sur le NTO, à laquelle elle est invitée à siéger à côté notamment de Gerhard J. Beukes.
Le 29 avril 1988, elle est de nouveau impliquée dans le changement de politique nationale sur les arts lorsqu'elle est l'une des déléguées participant au sommet historique de Stellenbosch, la première réunion multiculturelle et non raciale sur l'avenir des arts dans le pays. En janvier 1989, elle est élue présidente de l'Association sud-africaine des auteurs de textes, un organisme politiquement neutre qui représente les intérêts des rédacteurs pour la télévision et l'industrie cinématographique.
Lors de la transition constitutionnelle vers un régime multiracial (1991-1994), elle est élue présidente du Comité consultatif, un organe qui doit examiner les demandes de permis de travail d'artistes étrangers pour des spectacles en Afrique du Sud au nom du ministère de l'Intérieur. En 1993, elle se rend aux Semaines du Festival de Berlin, dont le thème est l'interaction fructueuse entre le Japon et l'Europe sur une période de quatre cents ans.
En janvier 2006, elle se casse la hanche après être tombée du lit et est admise à l'unité de soins intensifs de la maison de soins Waverley Gardens à Johannesburg, après quoi elle reçoit aussi un diagnostic de cancer du sein.
Plus tard, elle déménage dans une maison à Aucklandpark à Johannesburg, puis se rend au centre Waverley Gardens à Johannesburg pour des soins au cours des dernières années de sa vie.
Elle meurt le 24 mars 2010 dans la maison Alphen Lodge, un établissement pour personnes âgées fragiles, près de Modderfontein.

## Filmographie
- 1968 : Die Kandidaat
- 1970 : Jannie totsiens
- 1971 : Pappa Lap
- 1973 : Aanslag op Kariba
- 1975 : Ma skryf matriek
- 1976 : Willem (série télévisée, 1 épisode)
- 1977 : Netnou hoor die kinders (af)
- 1979 : 'n Plekkie in die son (af)
- 1983 : Town Guard (série télévisée)
- 1984 : Meisie van Suidwes (série télévisée)
- 1986 : Hoekie vir Eensames (série télévisée)
- 1988 : Fiela se kind
- 1988 : Dot en Kie (série télévisée)
- 1990 : That Englishwoman (af)
- 1992 : Die Binnekring II (TV)